# Fleury (Somma)
Fleury – miejscowość i gmina we Francji, w regionie Hauts-de-France, w departamencie Somma.
Według danych na rok 1990 gminę zamieszkiwały 193 osoby, a gęstość zaludnienia wynosiła 20 osób/km² (wśród 2293 gmin Pikardii Fleury plasuje się na 804. miejscu pod względem liczby ludności, natomiast pod względem powierzchni na miejscu 479.).